# آرمسترانگ ویتورث ای. دابلیو.۱۹

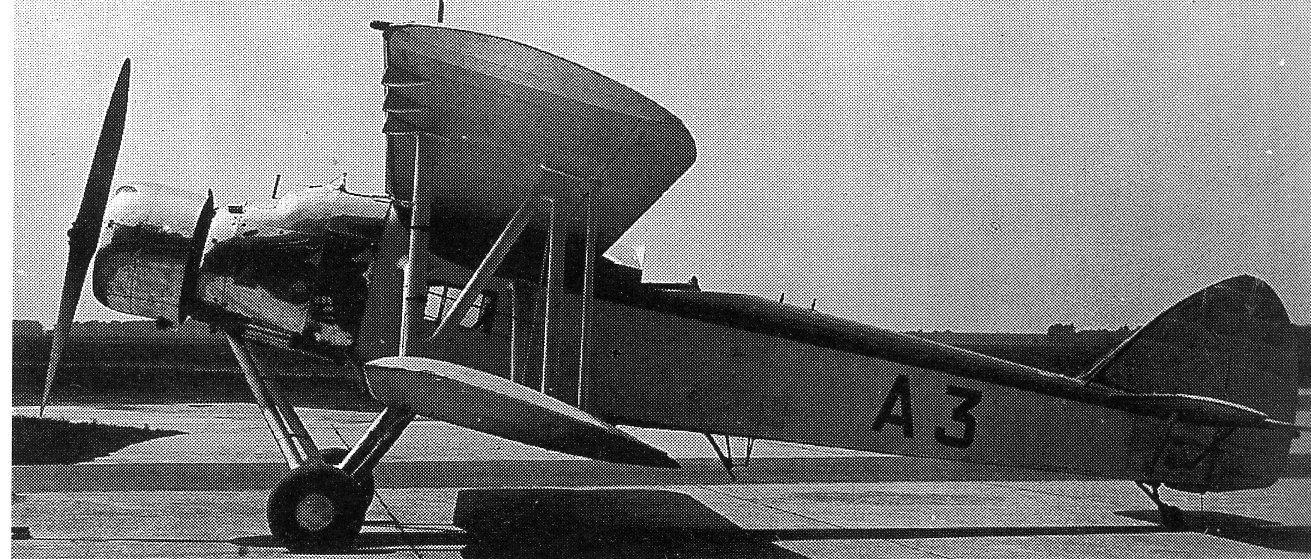
هواگرد «آرمسترانگ ویتورث ای. دابلیو.۱۹» - ۱۹۳۴

آرمسترانگ ویتورث ای. دابلیو.۱۹ (به انگلیسی: Armstrong Whitworth A.W.19) یک هواگرد ساختِ کارخانهٔ آرمسترانگ ویتورث در کشور بریتانیا است.  این هواگرد برای نخستین بار در ۲۶ فوریه ۱۹۳۴ میلادی مورد استفاده قرار گرفت.